# Make It Right (BTS)
Make It Right è un brano musicale del gruppo sudcoreano BTS, pubblicato il 12 aprile 2019 dall'etichetta Big Hit Entertainment come quarta traccia del sesto EP Map of the Soul: Persona.
Una collaborazione con Lauv è stata pubblicata come singolo il 18 ottobre 2019. Ha avuto due remix, uno EDM uscito il 1º novembre e uno acustico uscito l'8 novembre. Make It Right è stata registrata anche in giapponese per l'album Map of the Soul: 7 - The Journey.

## Descrizione
La canzone è stata menzionata per la prima volta da Suga su Twitter nel dicembre 2018, pubblicando l'immagine di una traccia e taggando Ed Sheeran, che ha collaborato alla scrittura, con il messaggio "Questa è per te". Il titolo, che significa "sistemare le cose" in inglese, sembra ricollegarsi al monologo di Jin nel video del 2017 Love Yourself Highlight Reel che aveva preceduto la serie Love Yourself del gruppo: "Se potessimo far tornare indietro l'orologio, a quando dovremmo tornare? Quando raggiungeremo quel luogo, tutti i nostri sbagli e i nostri errori potranno essere disfatti? La felicità sarà nostra per sempre?".
Originariamente Make It Right avrebbe dovuto essere cantata soltanto da Jin, Jimin, V e Jungkook, ma è stata trasformata in una traccia di gruppo per volere di Sheeran, che sperava di darle un'atmosfera simile a quella di Spring Day. È stato quindi aggiunto il rap, e RM ha lavorato ai testi immaginando un cowboy solitario in viaggio che non è riuscito a ricevere un benvenuto. Il verso "I could make it better, I could hold you tighter" ("Potrei migliorarlo, potrei stringerti più forte") era già presente nella traccia inviata da Sheeran ed è stato conservato dietro sua richiesta.
Make It Right è uscita digitalmente il 12 aprile 2019 insieme all'EP. È scritta in sol maggiore e ha un tempo di 106 battiti per minuto. È stata descritta come una traccia R&B fortemente in falsetto, "cantata con un'intensità ansimante, vicino al microfono, che dà la curiosa illusione dell'intimità". In essa si sente ciclicamente il suono di un corno, che Rolling Stone ha paragonato ai suoni echeggianti di 1 Thing di Amerie e Let Me Love You di Mario dei primi anni 2000. Fa inoltre uso di sintetizzatori, e il testo parla del desiderio di rendere il mondo migliore e di perfezionare le relazioni, oltre che dei maggiori traguardi raggiunti dai BTS, che sembrerebbero inconsistenti senza i loro fan. Newsweek ha commentato che, sebbene l'argomento del brano sia pesante, la base strumentale è leggera. The New York Times ha scritto che la traccia "ha alcuni dei movimenti soft-soul tipici di Ed Sheeran, ma i BTS [le] infondono complessità", mentre Jae-ha Kim del Chicago Tribune l'ha definita "speranzosa e ottimista".
La collaborazione con Lauv si apre con una strofa in inglese da lui cantata, che sostituisce l'originale in coreano eseguita da V, Jimin e Jungkook. È anch'essa in sol maggiore, ma ha un tempo di 98 battiti per minuto; il suo remix EDM ha invece lo stesso tempo dell'originale e ha influenze future bass.

## Video musicale
Di Make It Right sono stati realizzati due video musicali. Quello della collaborazione è stato caricato su YouTube lo stesso giorno di uscita del singolo. Diretto da Guzza dello studio Lumpens con Yoon Ji-hye come aiuto regista, alterna spezzoni del tour mondiale dei BTS ad un cartone animato avente per protagonisti un ragazzo e una ragazza che combattono insieme contro un drago, sottolineando il rapporto tra gli artisti e il loro fandom. Il video musicale per la canzone originale è stato invece caricato online il 25 ottobre 2019 e mostra solo scene dai concerti.

## Esibizioni dal vivo
La versione originale di Make It Right è stata eseguita per la prima volta dal vivo a M Countdown il 19 aprile 2019, per poi essere inserita nella scaletta del Love Yourself: Speak Yourself World Tour. Nel maggio 2019 i BTS l'hanno portata sul palco del The Late Show with Stephen Colbert, e il 19 settembre 2020 alla prima serata dell'iHeart Radio Music Festival.

## Formazione
- Jin – voce
- Suga – rap, scrittura
- J-Hope – rap, scrittura
- RM – rap, scrittura, arrangiamento rap, registrazione
- Park Ji-min – voce
- V – voce
- Jeon Jung-kook – voce, ritornello

### Produzione
Versione originale
- El Capitxn – editing digitale
- Benjy Gibson – scrittura
- Fred Gibson – produzione, scrittura, batteria, tastiera, sintetizzatore, programmazione
- Jo Hill – scrittura
- Hiss noise – registrazione, editing digitale
- Lee Tae-wook – chitarra
- Pdogg – arrangiamento voci e rap, registrazione
- James F. Reynolds – missaggio
- Ed Sheeran – scrittura

Remix EDM
- El Capitxn – editing digitale
- Frants – remix, batteria, basso, chitarra, sintetizzatore, programmazione
- Chris Gehringer – mastering
- Fred Gibson – produzione
- Hiss noise – registrazione, editing digitale
- Lauv – scrittura, ritornello, registrazione
- Pdogg – arrangiamento voci e rap, registrazione
- Yang Ga – missaggio

Remix acustico
- "Hitman" Bang – remix
- El Capitxn – editing digitale
- Chris Gehringer – mastering
- Fred Gibson – produzione
- Hiss noise – remix, tastiera, registrazione, editing digitale
- Lauv – scrittura, ritornello, registrazione
- Nobody – basso
- Pdogg – arrangiamento voci e rap, registrazione
- Yang Ga – Park Jin-se
- Young – chitarra

## Classifiche

### Versione originale
| Classifica (2019)     | Posizione massima |
| --------------------- | ----------------- |
| Australia             | 89                |
| Canada                | 72                |
| Corea del Sud         | 10                |
| Irlanda               | 59                |
| Lituania              | 16                |
| Malaysia              | 5                 |
| Nuova Zelanda         | 5                 |
| Regno Unito           | 68                |
| Repubblica Ceca       | 99                |
| Slovacchia            | 47                |
| Stati Uniti d'America | 95                |
| Ungheria              | 15                |

### Collaborazione con Lauv
| Classifica (2019)     | Posizione massima |
| --------------------- | ----------------- |
| Australia             | 53                |
| Canada                | 65                |
| Corea del Sud         | 80                |
| Estonia               | 35                |
| Lituania              | 28                |
| Malaysia              | 10                |
| Nuova Zelanda         | 3                 |
| Singapore             | 8                 |
| Stati Uniti d'America | 76                |
| Svezia                | 9                 |
| Ungheria              | 11                |